# Serge Rubinstein
Pour les articles homonymes, voir Rubinstein.
Serge Rubinstein surnommé le cobra, né le 7 janvier 1897 à Saint-Pétersbourg, est un riche homme d'affaires russe entré aux États-Unis via Macao avec un faux passeport portugais, naturalisé américain, il fut assassiné le 27 janvier 1955 dans sa chambre, située au numéro 814 de la cinquième avenue de New York (États-Unis).

## Biographie
Fils de Dimitri Rubinstein prêteur financier du tsar Nicolas II, et d'Estella Rubinstein surnommée Stella, confidente du moine Raspoutine, Serge Rubinstein passe une enfance heureuse à la cour impériale russe.
À la révolution de 1917, sa famille fuit le pays en emportant une fortune, sous forme de diamants cousus dans la doublure de leur veste. Ils s’enfuient en passant par la Suède, et s’établissent en Angleterre quelques années où Serge fera des études de sciences économiques à l'université de Cambridge.
Serge s'installe ensuite à Paris pour ouvrir le théâtre "Le Broadway" qui n'eut aucun succès, à l’époque, mais financier sans scrupules, Serge réussit une opération bancaire sur les fonds déposés par les nobles Tsaristes sur des comptes Suisses, ce qui lui permet de prendre le contrôle de la banque Franco-Asiatique.
Serge Rubinstein achète à l'aide de fausses traites tirées sur sa propre banque, une chaîne d’hôtels-restaurants parisiens. Cette plus value et cette fortune le mettent au premier plan financier pour spéculer contre le franc français.
Celui-ci chute à la Bourse, mais cette cabale met le financier en danger, ce qui lui vaut d’être expulsé de France pour « mise en danger des finances de la République » …signé Pierre Laval.
Enrichi, multimillionnaire, il s’exile à Londres où il prend rapidement le contrôle de la « Chosen Corporation », compagnie d’une mine d’or coréenne, qu’il revend aux Japonais. Cette opération lui rapporte quatre millions de dollars.
Avec ces capitaux, Serge Rubinstein se lance dans une série de spéculations compliquées mais heureuses tels que la fusion de la « Postal Télégraph » et la « Western Union », qui lui rapporteront un million de dollars, ainsi que la réorganisation de la « compagnie du métro New Yorkais » qui lui rapportera encore trois millions de dollars...etc.
Appelé sous les drapeaux américains, Serge se souvient qu’il est entré aux États-Unis avec un passeport portugais sous le nom de Sergio Emanuelo Rubinstein de Rovello, et que la loi portugaise interdit à ses sujets de porter les armes pour une nation étrangère.
Il refuse son appel sous les drapeaux américains, ce qui lui vaudra deux années de prison dans le pénitencier fédéral de Lewisburg.
Pendant son emprisonnement il achète par l’intermédiaire de son homme de confiance Stanley, 200 000 actions de la Boeing Corporation, pour 500 000 dollars, ce qui lui rapportera après la libération, 15 millions de dollars.
Serge, homme d’une intelligence remarquable, sans scrupule et sans morale avait presque atteint son but lorsque le 27 janvier 1955 son valet de chambre William Morter le trouva ligoté, bâillonné et étranglé dans sa chambre. Le coffre ne fut pas ouvert et les bijoux de grande valeur étaient toujours là.
Après une longue enquête aucun indice, aucune trace ne fut trouvée, mais les policiers conclurent que cet assassinat ne pouvait être commis par un seul homme, car le financier était un homme solide, robuste et un ancien boxeur amateur.

## Affaire Rubinstein
Plus de 150 policiers ont été assignés pour démêler l’affaire Rubinstein, et aujourd’hui encore des détectives continuent de chercher pour éclaircir cet assassinat surnommé le « dossier de la côte d’or ».
Des centaines de théories ont été énoncées, de la jalousie à la passion de ses jolies protégées théâtrales, en passant par une vengeance financière de quelques actionnaires ruinés.
Au dire de la police de Manhattan, il faut écarter le crime exécuté par des tueurs à gages, car ceux-ci n’entrent pas dans la maison de leur victime, n’utilisent pas de cordes ni de ruban adhésif, ils mitraillent posément leur victime dans la rue et disparaissent.
Serge Rubinstein laisse un testament et lègue mille dollars par mois à sa mère et cinq cents par mois à chacune de ses deux filles, dix mille dollars à son fidèle valet, son ancienne secrétaire parisienne Mary Payne, et à la charmante Betty Reed une de ses protégées.
La richesse inconnue encore de nos jours était estimée à plus de vingt millions de dollars, dissimulée dans de nombreuses sociétés fictives. Le financier toujours méfiant avait de nombreux comptes en banque sous de faux noms dans de nombreux pays, ce qui représenterait une partie de sa fortune restée encore de nos jours enfouie à jamais.
Une théorie dénoncée par un investigateur anglais Sir Perey Sillitoe, agissant pour le compte du trust des diamants aurait révélé aux autorités américaines, que Serge Rubinstein aurait détourné un grand stock de diamants achetés avec l’argent du gouvernement russe et une partie de son capital. Pour ces raisons, deux agents russes auraient été chargés de le liquider.

## Anecdotes
Lorsqu'on demande au capitaine de police, s'il avait dressé une liste des ennemis de Rubinstein, celui-ci lance l'annuaire téléphonique sur son bureau, en disant "la voici...la liste est toute faite".